# Černý Kříž

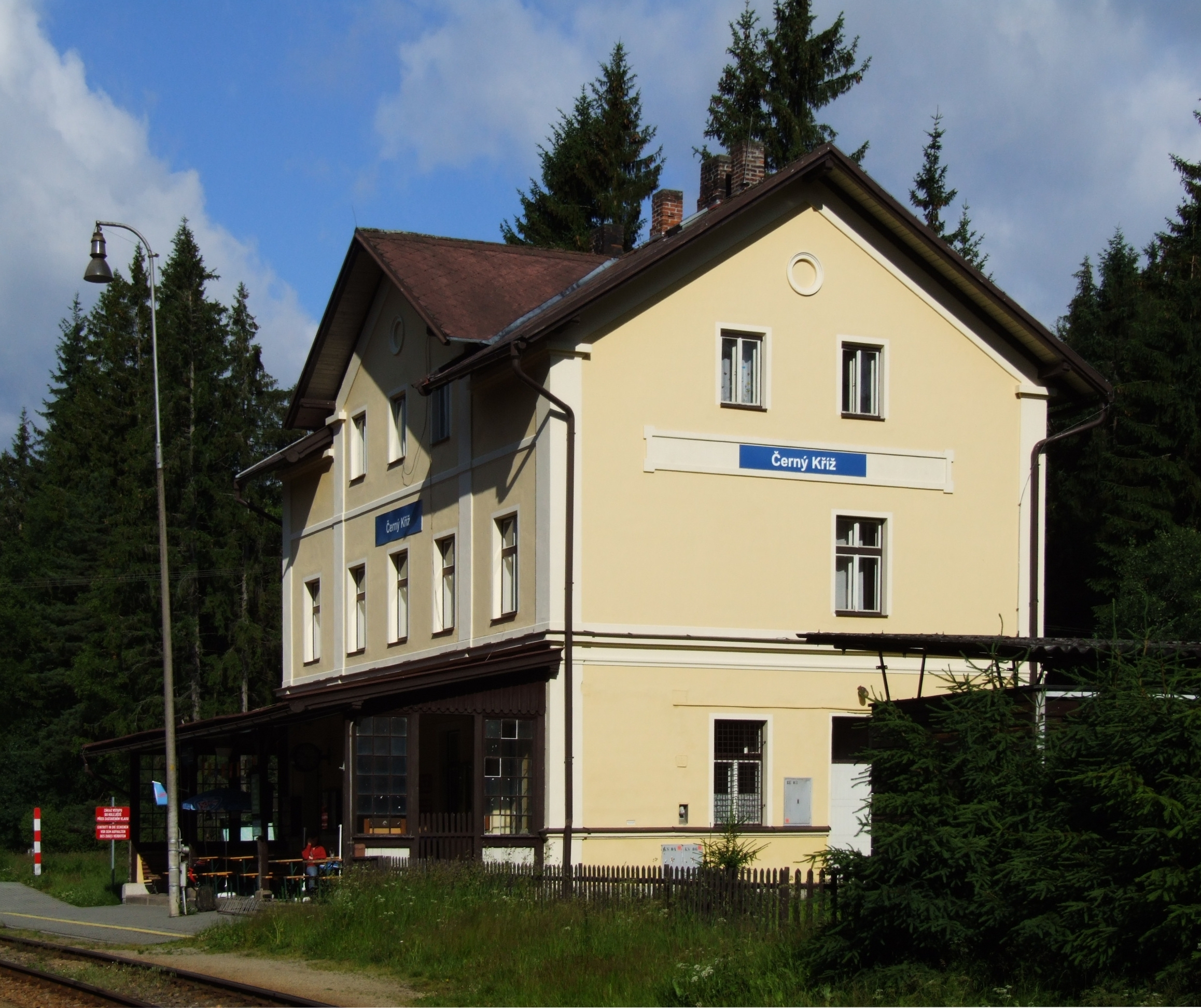
Bahnhof Černý Kříž

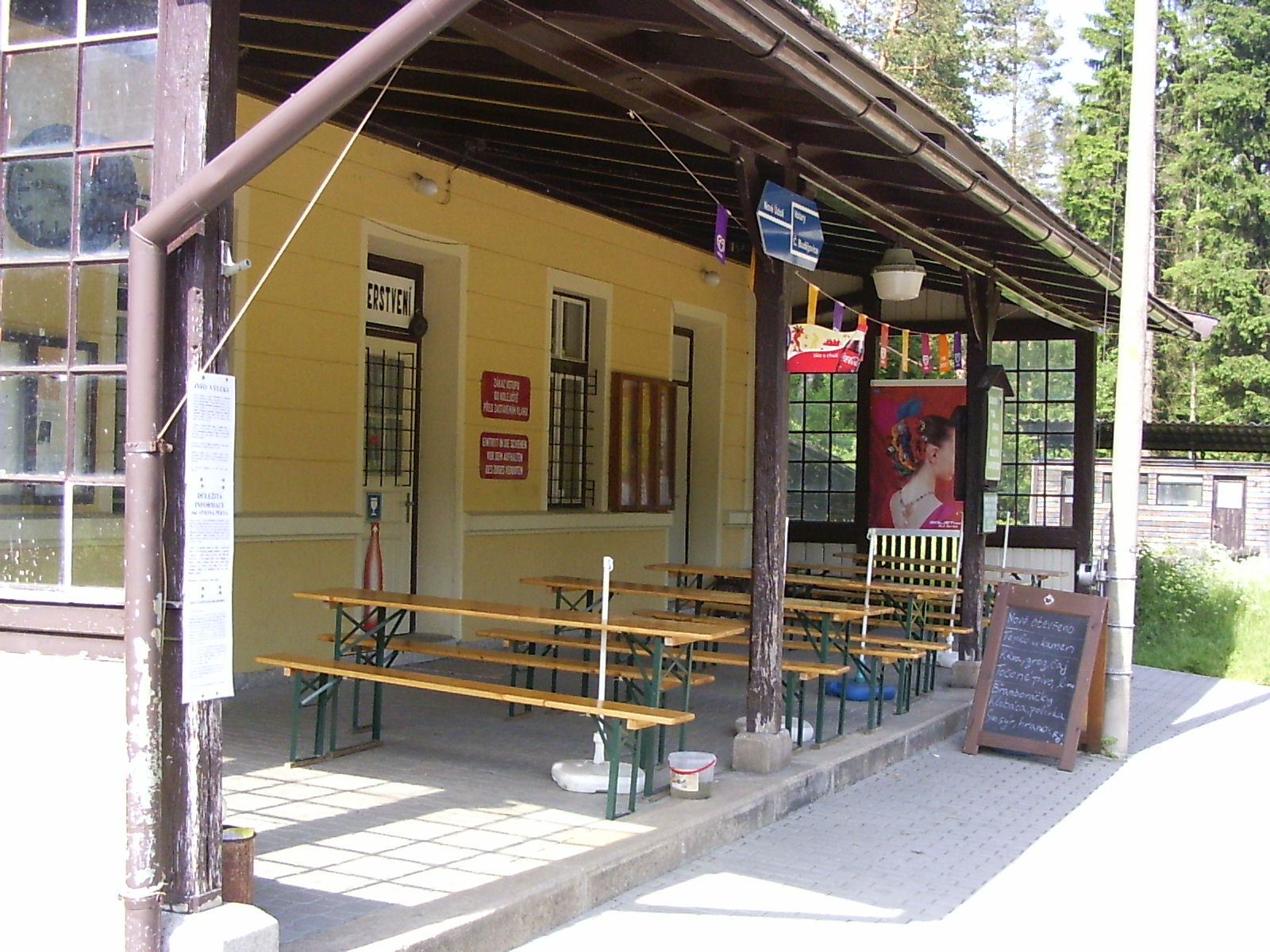
Imbiss am Bahnsteig

Černý Kříž (deutsch Schwarzes Kreuz) ist eine Grundsiedlungseinheit der Gemeinde Stožec in Tschechien. Die Einschicht liegt drei Kilometer östlich von Stožec und gehört zum Okres Prachatice.

## Geographie
Černý Kříž befindet sich rechtsseitig der Kalten Moldau/Studená Vltava, die sich zweieinhalb Kilometer östlich am Mrtvý luh (Tote Au bzw. Filzau) mit der Warmen Moldau/Teplá Vltava zur Moldau/Vltava vereinigt. Östlich des Ortes mündet die Hučina (Hutschenbach) in die Kalte Moldau. Černý Kříž liegt im Nationalpark Šumava im Böhmerwald. Nördlich erhebt sich der Stožeček (856 m n.m.), im Nordosten der Nad Řekou (770 m n.m.) und die Mechový vrch (1012 m n.m.), östlich die Křemenná (1084 m n.m.), der Korunáček (994 m n.m.) und der Korunáč (920 m n.m.), im Südosten der Spálený (818 m n.m.) und der Hvozd (Hochwald, 1047 m n.m.), südlich die Jelenská hora (Hirschberg, 1068 m n.m.) und die Vrchoviště (Ferchenberg, 937 m n.m.), im Südwesten der Na Vrchu (873 m n.m.), westlich der Tok (873 m n.m.) sowie im Nordwesten der Stożec (Tusset, 1064 m n.m.). Durch Černý Kříž führt die Bahnstrecke Číčenice–Haidmühle, von der hier die Bahnstrecke České Budějovice–Černý Kříž abzweigt.
Nachbarorte sind Dobrá, Stögrova Huť und Brixovy Dvory im Norden, Volary, Planerův Dvůr, Čtyří Domý und Arnoštov im Nordosten, Chlum und Pěkná im Osten, Smolná Pec, Brod, Záhvozdí, Slunečná und Želnava im Südosten, Jelení im Süden, Nové Údolí im Südwesten, Stožec im Westen sowie České Žleby im Nordwesten.

## Geschichte
Am westlichen Rande des Moores Tote Au befand sich seit dem 19. Jahrhundert das abgelegene Hegerhaus Beim schwarzen Kreuz der Fürstlich Schwarzenbergischen Allodialherrschaft Krumau. Benannt war es nach einem sechs Meter hohen Holzkreuz an der Holzbrücke über die Kalte Moldau.
Nach der Aufhebung der Patrimonialherrschaften wurde das Hegerhaus Am schwarzen Kreuz ab 1850 Teil der Gemeinde Neuofen im Gerichtsbezirk Oberplan. Ab 1868 gehörte die Einschicht zum Bezirk Krumau. Nach der Bildung der Gemeinde Tusset kam das Hegerhaus 1898 zu Tusset.
Zwischen 1908 und 1910 verlängerten die Vereinigten Böhmerwald-Lokalbahnen die Bahnstrecke Wodňan–Wallern über Neuthal bis ins bayerische Haidmühle und stellten am Schwarzen Kreuz einen Anschluss mit der Strecke Budweis–Oberplan her. Der am Abzweig beider Strecken errichtete Bahnhof Am Schwarzen Kreuz wurde ab November 1910 mit der Inbetriebnahme der von den Königlich Bayerischen Staatseisenbahnen errichteten Bahnstrecke Waldkirchen–Haidmühle zu einem Knotenpunkt für den grenzüberschreitenden Bahnverkehr zwischen Passau und Budweis bzw. Prachatitz. Mit der Eisenbahn kamen zunehmend Ausflügler in den abgelegenen Ort. Gegenüber dem Bahnhof entstand ein Gasthaus mit vier Fremdenzimmern. Ab 1924 führten die Einschicht und der Bahnhof den Namen Schwarzes Kreuz/Černý Kříž. In den 1930er Jahren lebten in Schwarzes Kreuz über 30 Personen. Der Bahnhof nahm am 11. August 1936 den durchgängigen Dienstbetrieb auf. Im Oktober 1938 wurde der Ort in Folge des Münchner Abkommens dem Deutschen Reich zugeschlagen und gehörte bis 1945 zum Landkreis Prachatitz.
Während der deutschen Besetzung hielten im Bahnhof Schwarzes Kreuz auch Schnellzüge. Anfang Mai 1945 wurde die Gegend von der US-Armee besetzt.
Nach dem Ende des Zweiten Weltkriegs kam Černý Kříž an die Tschechoslowakei zurück und wurde wieder dem Okres Český Krumlov zugeordnet. Am 16. Juni 1945 wurde im Bahnhof Černý Kříž ein aus Richtung Volary eingefahrener und von ungarischen Flüchtlingen besetzter Sonderzug mit 19 Triebwagen der ČSD-Baureihe M 274.0 gestoppt, den diese als beschlagnahmtes Eigentum des Dritten Reiches über den Grenzübergang Nové Údolí nach Bayern bringen wollten. Auch die amerikanischen Besatzungstruppen verweigerten die Weiterfahrt der Triebwagen, da sich diese zum Stichtag 5. Mai 1945 auf tschechoslowakischem Gebiet befunden hatten und somit in das Eigentum der ČSD übergegangen waren. Schließlich fuhr der Sonderzug am 24. Juli 1945 wieder in Richtung Volary aus. Der grenzüberschreitende Bahnverkehr nach Bayern wurde in der Nachkriegszeit eingestellt.
Die deutschböhmische Bevölkerung von Černý Kříž wurde auf Grund der Beneš-Dekrete zum großen Teil vertrieben und der Ort mit tschechischen Repatrianten wiederbesiedelt. Nach dem Dürresommer von 1947 erhielt der Bahnhof Černý Kříž im Dezember 1947 eine eigene Wasserversorgung, zuvor versorgte er sich mit Trinkwasser aus dem Hegerhaus oder entnahm dieses aus der Kalten Moldau. 1948 wurde Černý Kříž dem Okres Prachatice zugeordnet. Durch die im selben Jahre errichtete Grenzzone wurde der Fremdenverkehr nach Černý Kříž und Umgebung stark eingeschränkt. Beim Frühjahrshochwasser von 1951 wurde Černý Kříž von der Kalten Moldau überflutet, dabei ertrank die Frau des Hegers. Im selben Jahre wurden im Zuge der Errichtung des Eisernen Vorhangs die Bahngleise nach Bayern hinter dem Bahnhof Nové Údolí unterbrochen. 1958 wurde der Dispatcherdienst im Bahnhof Černý Kříž eingestellt und vom Bahnhof Volary übernommen. Die Gleiswaage und das hölzerne Lagergebäude auf der Rampe wurden in den 1960er Jahren abgerissen. Ab 1977 fuhren die Personenzüge nur noch bis Stožec. Nach der Samtenen Revolution wurde am 30. Juni 1990 der Personenzugverkehr nach Nové Údolí wiederaufgenommen. In der Nacht vom 20. zum 21. Dezember 1993 trat die Kalte Moldau erneut über die Ufer; bei dem Hochwasser wurden die Straße und die Keller des Bahnhofs überflutet, der Zugverkehr konnte jedoch aufrechterhalten werden. Im Jahre 1996 wurde der in den Sommermonaten von Prag nach Nová Pec verkehrende Schnellzug bis Černý Kříž verlängert. Černý Kříž besteht heute aus dem Bahnhofsgebäude, dem Hegerhaus und fünf weiteren Häusern.

## Ortsgliederung
Die Grundsiedlungseinheit Černý Kříž gehört zum Ortsteil Stožec und ist auch Teil des Katastralbezirks Stožec.

## Sehenswürdigkeiten
- Moor Mrtvý luh (Tote Au bzw. Filzau) zwischen der Kalten und Warmen Moldau, es wurde 1958 auf einer Fläche von 394 ha als Staatliches Naturreservat unter Schutz gestellt. Seit 1989 ist es ein Teil des Naturdenkmals Vltavský luh.
- Medvědí kámen (Bärenstein) an der Hučina, im Wald südlich von Černý Kříž. Er erinnert an den angeblich letzten Böhmerwaldbären, der an der Stelle am 14. November 1856 während einer herrschaftlichen Treibjagd durch Johann Jungwirth aus Riedelhütte erlegt worden sein soll. Die alte Bärin, die ausgeweidet 230 Pfund wog, wurde präpariert und ist im Jagdschloss Ohrada ausgestellt. Nach dem Schattawaer Forstgedenkbuch wurde allerdings im Jahre 1864 von einem Wildschützen aus Wallern ein weiterer Bär geschossen, der Vorfall wurde durch die Fürsten Schwarzenberg jedoch nicht publik gemacht.[1]
- Naturlehrpfad Medvědí stezka (Bärensteig), er führt über 16 Kilometer von Černý Kříž entlang der Hučina am Bärenstein und mehreren markanten Granitfelsen vorbei zur Hirschbachklause (Jelení jezírko) und zum Hirschbergen-Tunnel, dann über Jelení nach Ovesná. Er wurde 1956 als erster Naturlehrpfad  des Böhmerwaldes angelegt.
- Berg Stožec mit den Naturdenkmalen Stožec und Stožecká skála, den Resten der mittelalterlichen Burg Tusset und der Tussetkapelle, nordwestlich von Černý Kříž